# Badui
Badui (Baduy, Orang Kanekes ili Orang Baduy), malajsko-polinezijski narod srodan Sundima, naseljen u indonezijskoj provinciji Zapadna Java (Jawa Barat) u kojih 53 kampunga (sela). Među sobom dijele se na Unutrašnje (Baduy Dalam) i Vanjske (Baduy Luar) s populacijom od 5,000 (1989.).
Badui su farmeri, uzgajivači riže i drugog bilja. Osim farmerstvom vješti su i u izradi naročitih koja-torbi pletenih od korijenja drveća, pletene robe i palminog šećera koji se izrađuje od palmira-palmi (Borassus) a poznat je u Indoneziji kao  'gula jawa'  ili  'gula aren' . Vjeruju u vrhovnog boga Sang Hyang Tunggal a svoju vjeru nazivaju Sunda Wiwitan.

## Vanjske poveznice
- Badui Tribe
- Badui Language